# Jalubí
Jalubí je obec v okrese Uherské Hradiště ve Zlínském kraji, nacházející se na severovýchodním úpatí Chřibů v nadmořské výšce 229 metrů a 4 km severozápadně od Uherského Hradiště. Žije zde přibližně 1 800 obyvatel. I přes mírně členitý kotlinový terén se v centru rozprostírá náves uličního typu, kterou protéká Jalubský potok.
V Jalubí se stále dodržují tradiční zvyky, jako např. krojované hody s právem, masopust, pochovávání basy, a stavění a kácení májky. Patrně největší památkou Jalubí je farní kostel sv. Jana Křtitele, postavený na kopci nad obcí roku 1763. Interiér zdobí obrazy Ignáce Raaba a Ignáce Mayera st., kazatelna a varhany od Jana Výmoly. V polích na severovýchodě obce stojí replika původního větrného mlýna.

## Název
Nejstarší písemné doklady názvu vesnice mají podobu Gelube (1265) a Gelbowe (1372) (písmeno G v nich označuje hlásku j), od roku 1532 je doložena dnešní podoba Jalubí. Původ tohoto jména je neznámý.

## Historie
Z archívních dokladů lze zjistit, že v roce 1228 byl založen velehradský klášter. První písemná zmínka o obci pochází z roku 1265. Jedná se o listinu, vydanou olomouckým biskupem Brunonem, kde je Jalubí (De Gelube) zmíněno jako jedna z osad, spadajících pod olomoucké biskupství, kterému má klášter platit desátek. Název obce je asi odvozeno od jména pána Geloube (dle jiných zdrojů Gelabb), který vesnici kolonizoval. (I když ústní tradice tvrdí, že vznikl z výrazu Ja ljublju/Ja lúbim.) Obec se v různých obdobích jmenovala: Gelube 1265, Gelbowe 1372, Galubii 1532, Jalubi 1669, Jalub 1846, Galuby 1893, Jalubí (G se četlo jako J).

## Kostel sv. Jana Křtitele
Jalubí náleželo panství velehradského kláštera a bylo tudíž úzce spjato s jeho osudem. První kostel byl postaven již ve 14. století cisterciáky z Velehradu ve slohu gotickém a byl situován nedaleko nynějšího kostela do míst Mokrošovy zahrady, dříve řezníka Horáka. Kolem kostela byl hřbitov. Kostel byl v lednu 1421 zničen moravskými husity. Po husitských bouřích opatové z nouze osady prodávali nebo je dávali do zástavy.
Nový farní kostel, zasvěcený sv. Janu Křtiteli, byl dostavěn v roce 1763. Benedikován byl posledním opatem velehradským Filipem Martinem Zurym 9. října 1764. Stavba stála 10 000 zlatých. Opat Zury vybavil kostel bočními oltáři s obrazy Ignáce Raaba, retabulum s oltářním obrazem Křtu Páně od Ignáce Mayera st., kazatelnou a varhanami od Jana Výmoly z Brna za 366 zlatých.
Velké opravy ve farním kostele byly prováděny v letech 1888–1890 za pana děkana Jana Hrubého, který je pohřben na hřbitově v Jalubí. V září 1888 strhla vichřice šindelovou střechu věže. Shnilá vazba byla nahrazena novou a střecha byla oplechována pozinkovaným plechem. Na jaře 1889 byl celý kostel vymalován. V roce 1890 byly pořízeny nové varhany od Hauka-Strmisky.

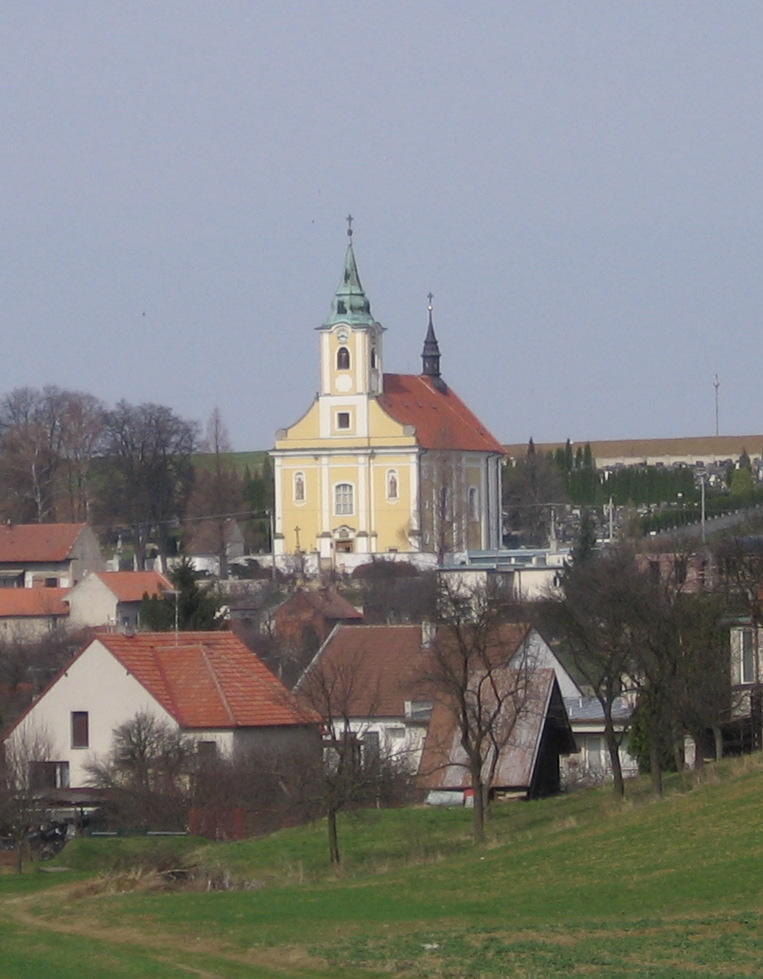
Kostel sv. Jana Křtitele
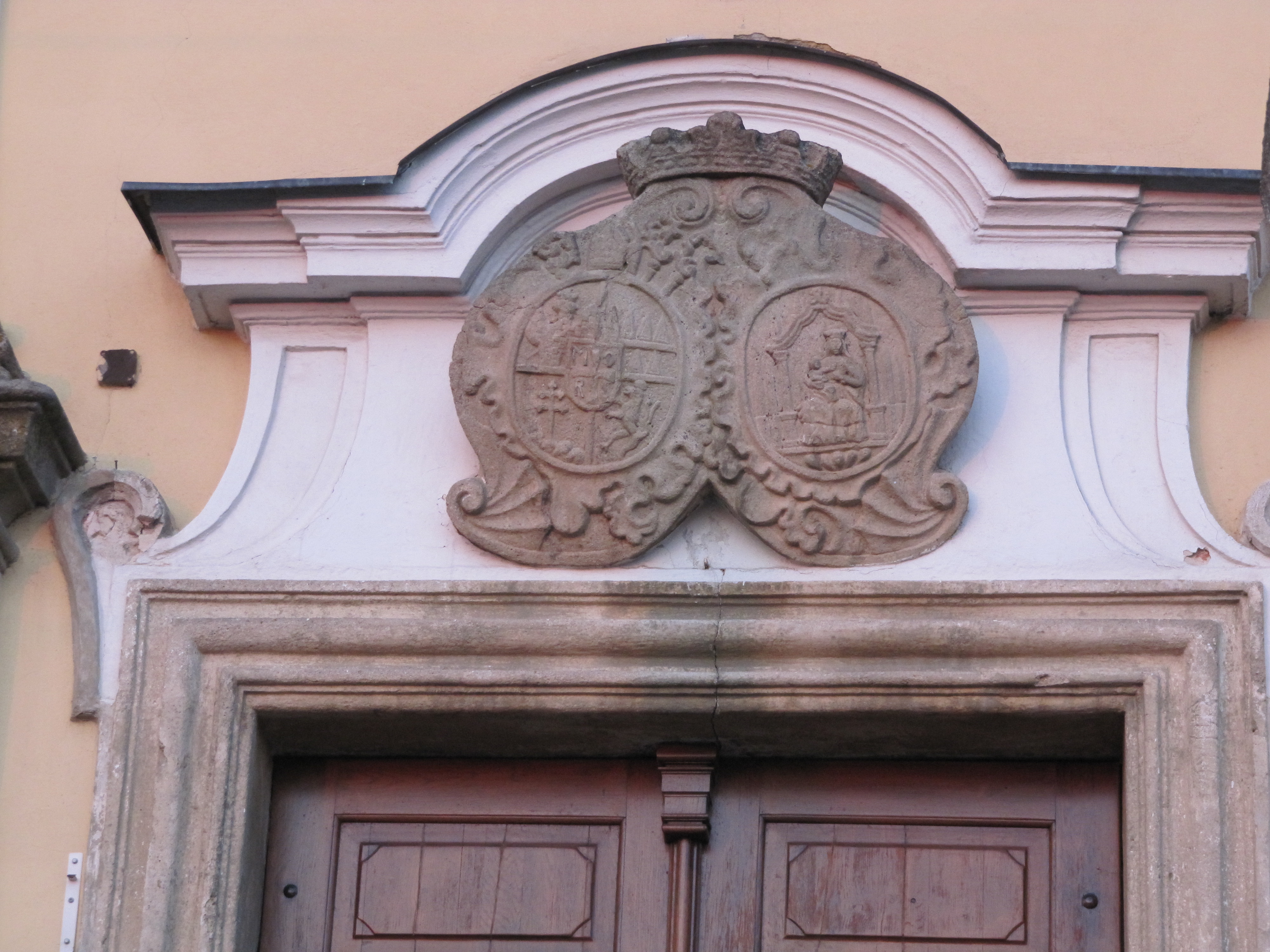
Erby nad portálem
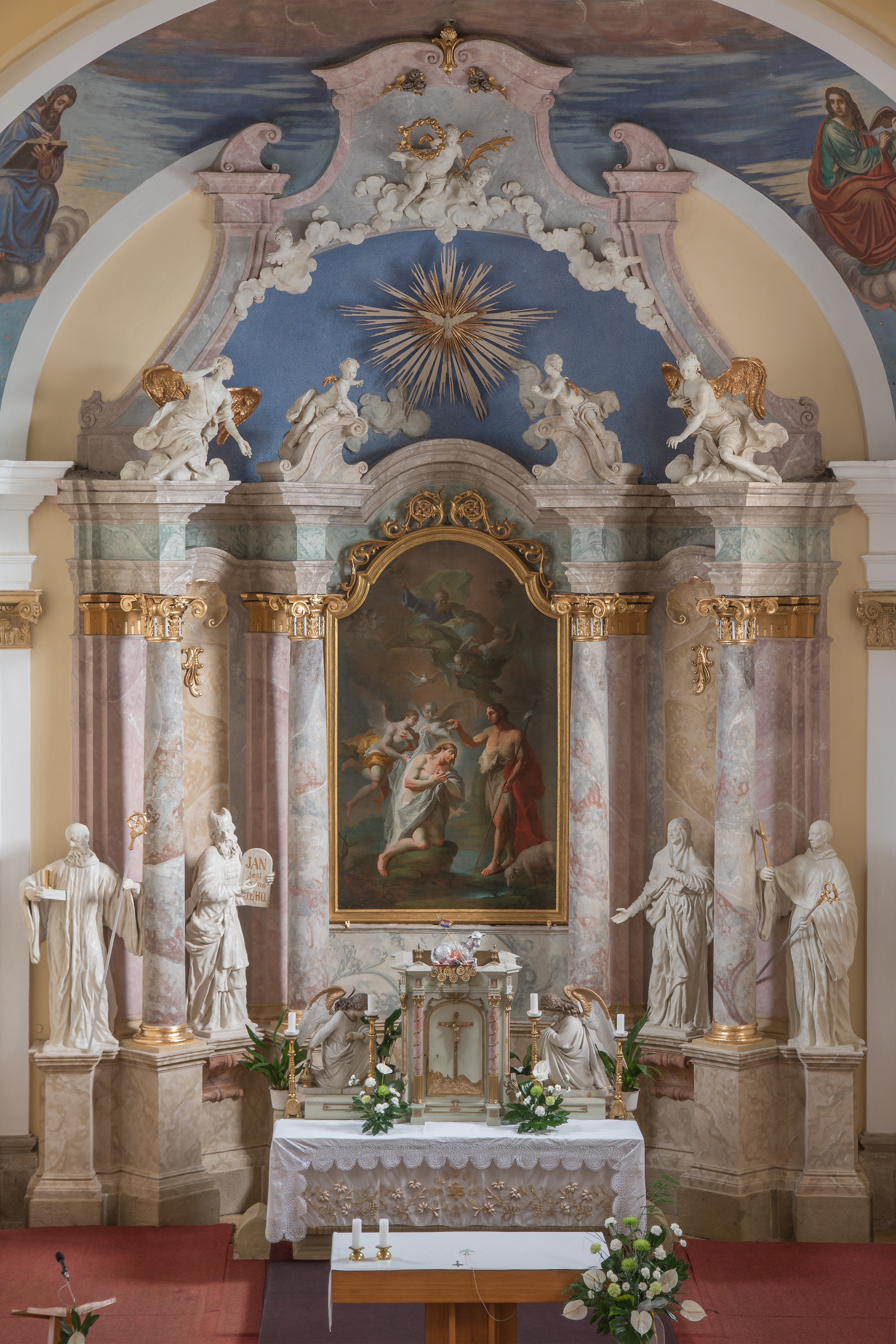
Hlavní oltář z dílny Ondřeje Schweigla (kolem roku 1763)

## Galerie

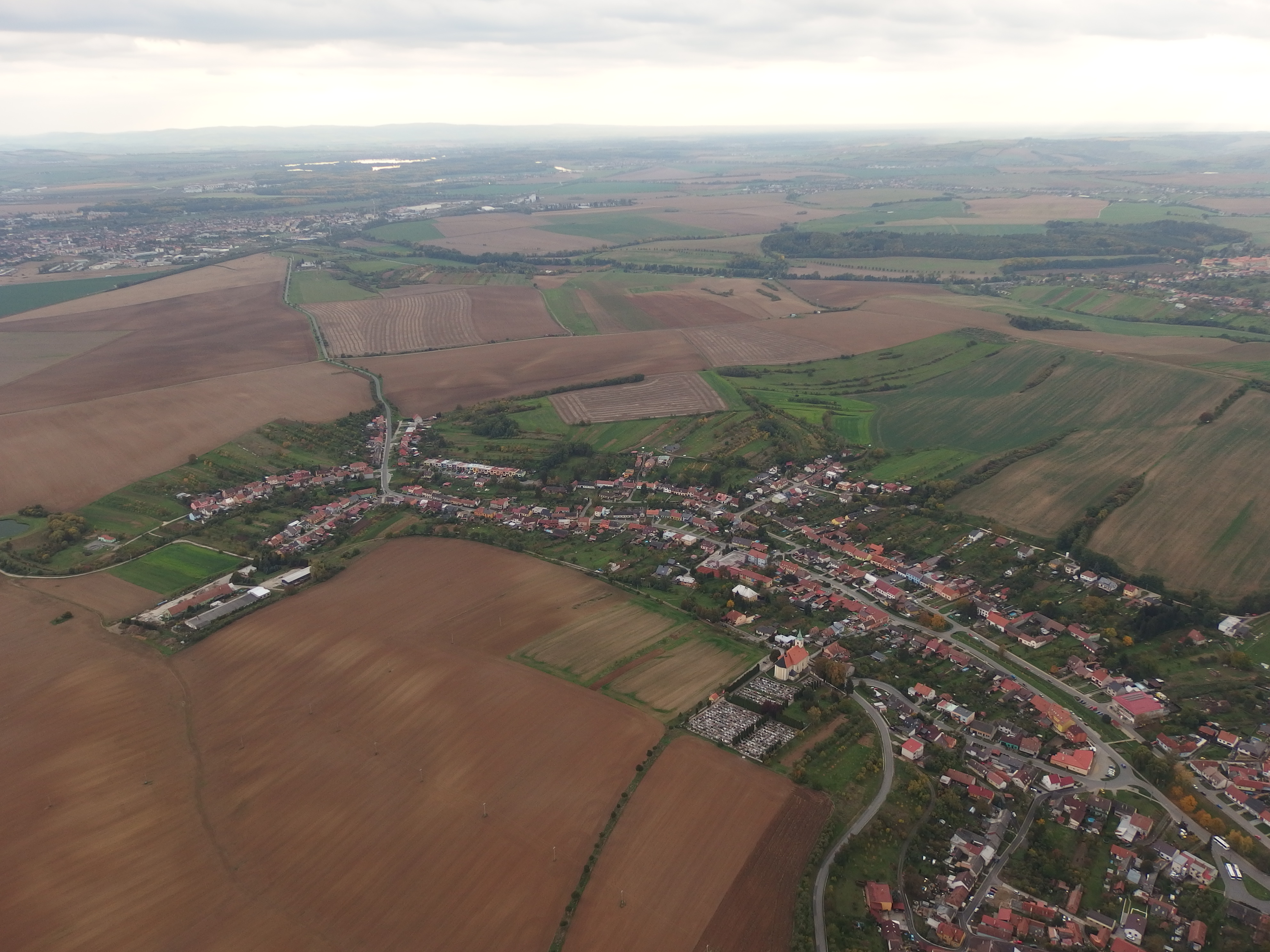
Letecký pohled
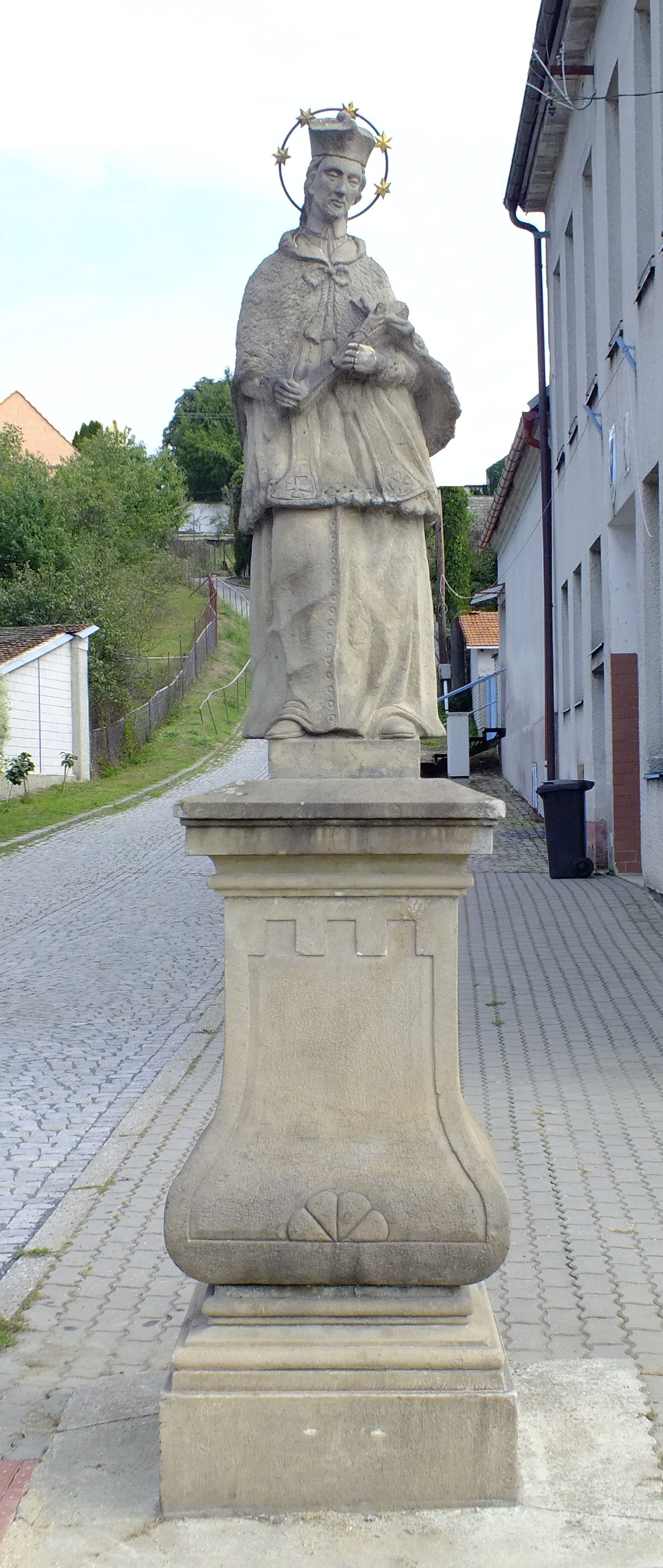
Socha sv. Jana Nepomuckého u obecního úřadu
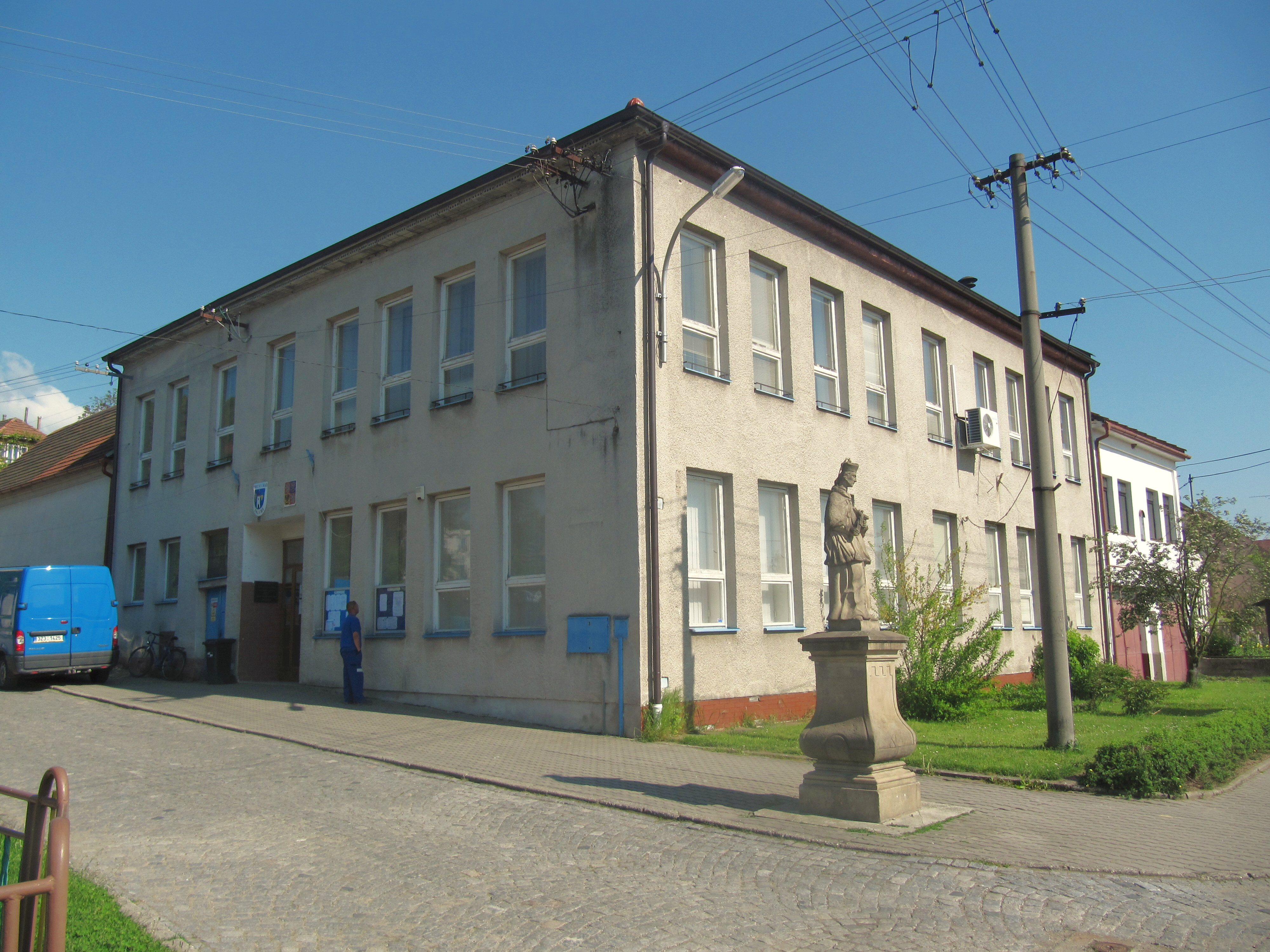
Obecní úřad
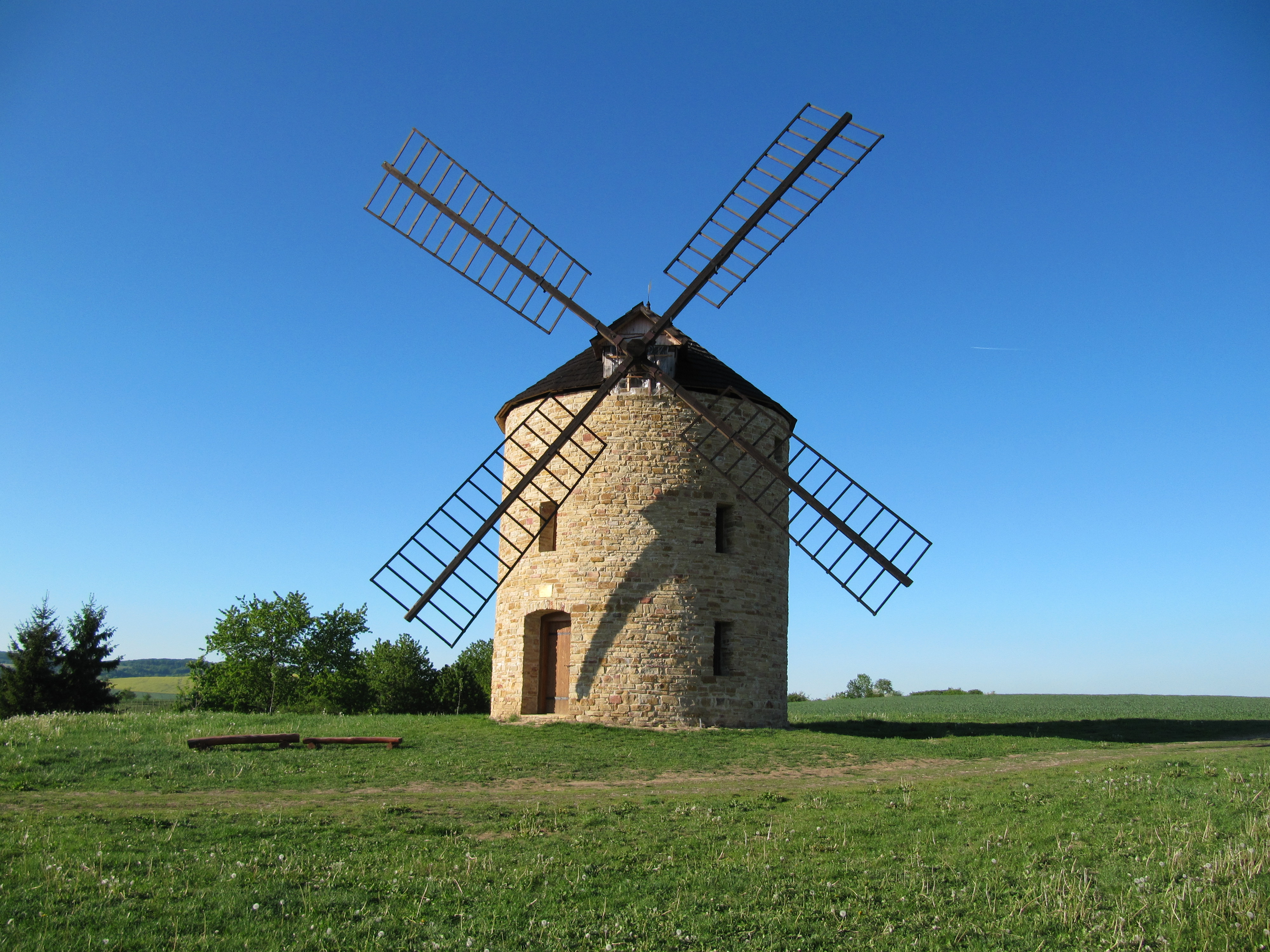
Replika větrného mlýna

## Spolky
- Folklorní soubor Střešňa (web)
- SK Jalubí (web)
- Junák český skaut - V obci se nachází dva oddíly. Jeden dívčí :"Půlnoční slunce" , druhý chlapecký :"Veselá společnost" k roku 2022 organizace čítala 83 registrovaných aktivních členů, což z ní dělá největší dobrovolnickou výchovnou organizaci pro děti v obci. Standardně probíhají schůzky menších družinek jednou týdně. O letních prázdninách probíhá pro děti letní tábor. Během roku chodí také na výpravy do přírody. Dobrovolnická činnost se skládá mimo jiné v pomoci dalším spolkům, jako např. společný úklid okolí obce s myslivci, pomoc ZŠMŠ s aktivitami pro děti během dětského dne aj.

Roku 1991 v obci založili první skautský oddíl manželé Vagundovi. Oddíl patřil pod středisko Modrá, seskupující více oddílu z okolních vesnic. Čítal jen několik členů. 
- SDH Jalubí